# Kirchenbezirk Waiblingen
Der Evangelische Kirchenbezirk Waiblingen ist einer von 43 Kirchenbezirken bzw. Kirchenkreisen der Evangelischen Landeskirche in Württemberg. Sein Gebiet ist deckungsgleich mit dem evangelischen Dekanat Waiblingen.

## Geografie
Der Kirchenbezirk Waiblingen liegt in der Mitte der württembergischen Landeskirche. Sein Gebiet umfasst den Westen des Rems-Murr-Kreises, also das Gebiet der politischen Städte und Gemeinden Berglen, Fellbach, Kernen im Remstal, Korb, Leutenbach, Rudersberg (nur Ortsteil Necklinsberg), Schwaikheim, Waiblingen, Weinstadt (nur die Stadtteile Endersbach, Großheppach und Strümpfelbach) und Winnenden.

### Nachbarkirchenbezirke
Der Kirchenbezirk Waiblingen grenzt an folgende Kirchenbezirke (beginnend im Nordosten) Backnang und Schorndorf (beide Prälatur Heilbronn) sowie Kirchenkreis Stuttgart (ehem. Kirchenbezirke Bad Cannstatt und Zuffenhausen), Ludwigsburg und Marbach am Neckar (alle Prälatur Stuttgart).

## Geschichte
Das Gebiet des heutigen Dekanats bzw. Kirchenbezirks Waiblingen gehört zum alten Kernland Württembergs, das ab 1534 die Reformation einführte, so dass das Gebiet überwiegend evangelisch geprägt ist. Lediglich der Fellbacher Stadtteil Oeffingen ist von alters her katholisch geblieben. Waiblingen wurde 1547 Sitze eines Dekanats, damals Specialsuperintendenz. Zunächst gehörte es zum Generalat Lorch, ab 1577 zu Adelberg, ab 1810 zu Urach und ab 1823 zu Ludwigsburg. Nach Auflösung des Generalats Ludwigsburg 1913 kam es zum Generalat Heilbronn, aus der 1924 die heutige Prälatur Heilbronn hervorging, zu der es heute noch gehört. Lediglich zwischen 1992 und 2003 gehörte es zur Prälatur Ludwigsburg.
Infolge der Auflösung einiger Kreise bzw. Oberämter in Württemberg 1939 wurden auch die kirchlichen Verwaltungsbezirke teilweise neu gegliedert. So wurden mit Wirkung vom 1. April 1939 die Kirchengemeinden Hochberg, Hochdorf und Neckarrems in den Kirchenbezirk Ludwigsburg umgegliedert. Im Gegenzug erhielt der Kirchenbezirk Waiblingen vom Kirchenbezirk Bad Cannstatt die Kirchengemeinden Rommelshausen und Stetten im Remstal. Mit Wirkung vom 1. Januar 1990 wurden auch die Kirchengemeinden der Stadt Fellbach (einschließlich Oeffingen und Schmiden) vom Kirchenbezirk Bad Cannstatt in den Kirchenbezirk Waiblingen umgegliedert.

## Leitung des Kirchenbezirks
Die Leitung des Kirchenbezirks obliegt der Bezirkssynode, dem Kirchenbezirksausschuss (KBA) und dem Dekan.

### Dekane des Kirchenbezirks Waiblingen seit 1796
(Quelle: )
- 1796–1823 Philipp Friedrich Jäger (1751–1823)
- 1824–1835 Johann Jakob Baur (1762–1837)
- 1835–1856 Christoph Gottlieb Werner (1779–1860)
- 1856–1886 Gottlob Friedrich Bührer (1801–1894)
- 1887–1900 Christian Theodor Gess (1829–1905)
- 1901–1913 Gotthilf Herzog (1858–1923)
- 1914–1939 Friedrich Buck (1868–1939)
- 1939–1953 Hermann Konrad Zeller (1883–1953)
- 1953–1964 Immanuel Mann (1898–?)
- 1964–1978 Walther Küenzlen (1913–1999)
- 1978–1994 Richard Hudelmayer (1930–2023)
- 1994–2013 Eberhard Gröner (* 1947)
- 2013–2023 Timmo Hertneck (* 1959)
- seit 2023 Ulrich Erhardt (* 1964)

## Kirchengemeinden
Im Kirchenbezirk Waiblingen gibt es insgesamt 24 Kirchengemeinden. Davon haben sich 14 Kirchengemeinden zu insgesamt fünf Gesamtkirchengemeinden zusammengeschlossen, bleiben aber weiterhin eigenständige Körperschaften des öffentlichen Rechts. Die jeweils in Klammern hinter dem Namen der Kirchengemeinde angegebenen Gemeindegliederzahlen beziehen sich auf das Jahr 2005 und sind gerundet.
Das Gebiet des Kirchenbezirks Waiblingen ist überwiegend evangelisch geprägt. Es gibt daher fast in jedem Dorf auch eine evangelische Kirchengemeinde und eine meist alte Kirche. In den meisten Orten (außer Waiblingen) zogen Katholiken überwiegend erst nach dem Zweiten Weltkrieg zu. Lediglich Oeffingen ist katholisch geprägt.

### Kirchengemeinde Beinstein

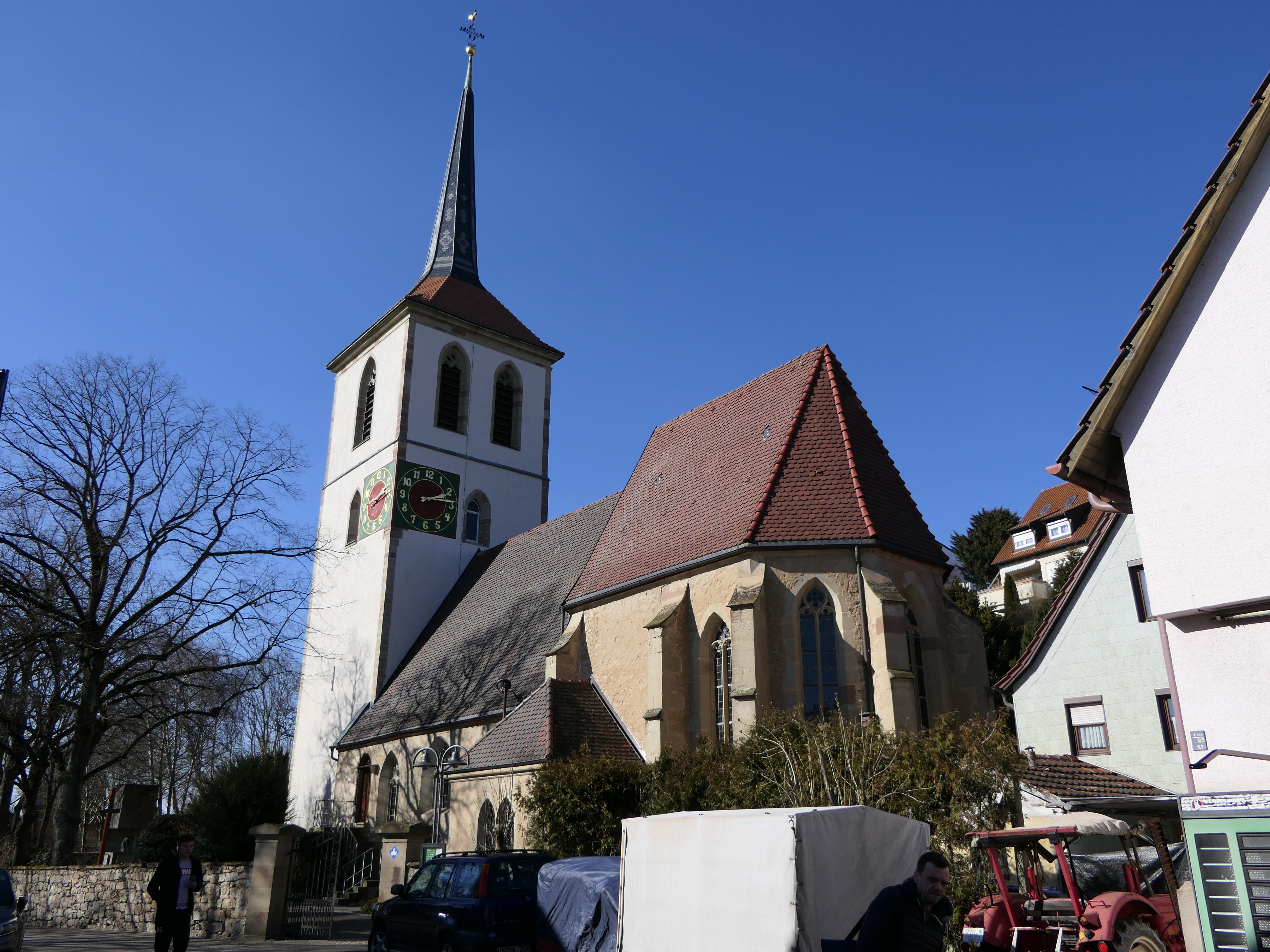
Evangelische Kirche Beinstein

Die Kirchengemeinde Beinstein (ca. 1.600) umfasst den Stadtteil Beinstein der Stadt Waiblingen. Eine Kirche wurde in Beinstein erstmals 1225 erwähnt. Mit dem Bau der heutigen Kirche wurde 1454 begonnen. Sie gehörte zur Pfarrei Waiblingen und wurde 1472 von Württemberg dem Stift Stuttgart überlassen. Gleichzeitig wurde eine eigene Pfarrei eingerichtet. Die Kirche mit spätgotischem Westturm und Schiff besitzt noch Fresken der Erbauungszeit. Die Kirchengemeinde Beinstein ist Träger des Kindergartens „Arche Noah“.

### Kirchengemeinde Berglen

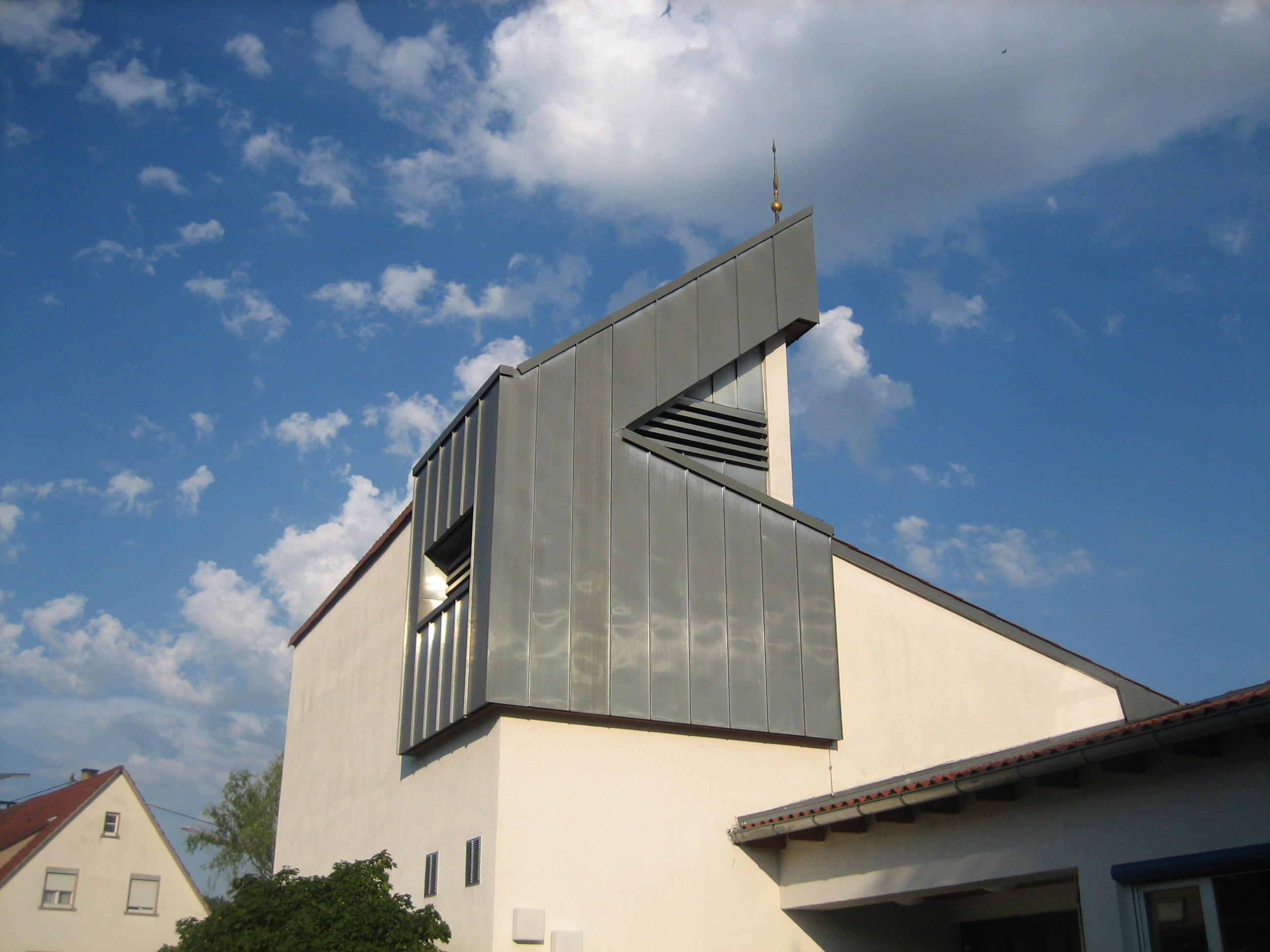
Evangelische Kirche Hößlinswart

Die Kirchengemeinde Berglen ist aus dem Zusammenschluss der Kirchengemeinden Oppelsbohm, Hößlinswart und Steinach hervorgegangen. Sie umfasst die Gemeinde Berglen sowie den Ortsteil Necklinsberg der Gemeinde Rudersberg.

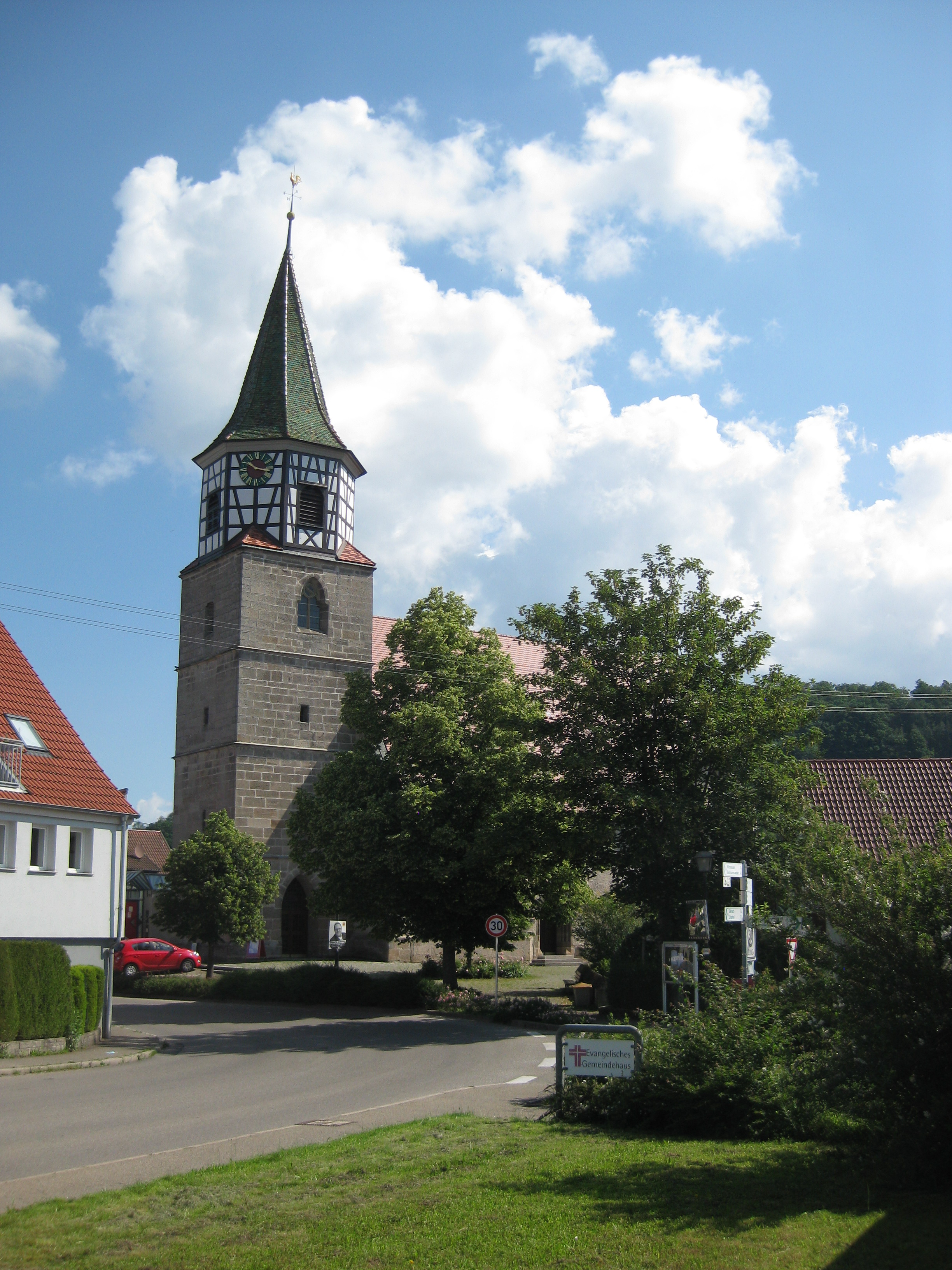
Mauritiuskirche in Oppelsbohm

Oppelsbohm gehörte wie seine Nachbarorte Bretzenacker, Ödenhardt, Öschelbronn, Rettersburg und Vorderweißbuch sowie deren zugehörige Weiler kirchlich ursprünglich zu Buoch. Doch wurde 1440 in Oppelsbohm mit dem Bau einer eigenen Kirche begonnen, die ab 1525 St. Mauritiuskirche genannt wurde. Mitte des 15. Jahrhunderts wurde sie zur Pfarrkirche erhoben, dessen Sprengel seither die Orte Bretzenacker, Ödenhardt (ohne den Erlenhof, der durch Bekanntmachung des Oberkirchenrats vom 6. Juli 1954 in die Kirchengemeinde Steinach, Kirchenbezirk Schorndorf, umgegliedert wurde), Öschelbronn, Rettersburg und Vorderweißbuch umfasst. Kirchen gibt es in diesen Orten nicht. Bis ins 19. Jahrhundert gehörten auch noch Asperglen mit den zugehörigen Weilern Krehwinkel und Necklinsberg zur Pfarrei Oppelsbohm, bevor die Orte Asperglen und Krehwinkel zur Pfarrei Rudersberg-Steinenberg kamen. Lediglich Necklinsberg blieb bis heute bei der Kirchengemeinde Oppelsbohm.
Die Pfarrkirche in Oppelsbohm hat einen spätgotischen Westturm und einen netzrippengewölbten Chor. Der Turm aus dem 16. Jahrhundert wurde 1779 mit einem Fachwerkaufsatz versehen.
Seit 1978 gehören auch die Evangelischen des Stöckenhofs (Gemeinde Berglen) zur Kirchengemeinde Oppelsbohm. Durch Verfügung des Oberkirchenrats vom 2. November 1978 wurden sie von der Kirchengemeinde Bürg hierher umgegliedert.
Hößlinswart und Steinach bildeten bis 2019 eine eigenständige Kirchengemeinde im Kirchenbezirk Schorndorf. Kirchlich gehörten beide zunächst ebenfalls zu Buoch. 1847 erhielt Hößlinswart eine ständige Pfarrverweserei und 1864 eine eigene Pfarrei. Als Ersatz einer Kirche aus dem 17. Jahrhundert wurde im 20. Jahrhundert eine neue Kirche gebaut, die im Jahre 2003 mit einem Anbau erweitert wurde.
In Steinach ist eine Kapelle zum Heiligen Bernhard 1540 erstmals bezeugt. 1847 wurde Steinach der neu errichteten ständigen Pfarrverweserei und 1864 der Pfarrei Hößlinswart zugeordnet. Steinach hat die kapellenartige Filialkirche St. Bernhard.

### Gesamtkirchengemeinde Birkmannsweiler/Höfen-Baach
Die Gesamtkirchengemeinde Birkmannsweiler/Höfen-Baach (ca. 2.600) umfasst die Stadtteile Birkmannsweiler, Höfen und Baach der Stadt Winnenden. Sie besteht aus den beiden Kirchengemeinden Birkmannsweiler und Höfen-Baach.

#### Kirchengemeinde Birkmannsweiler

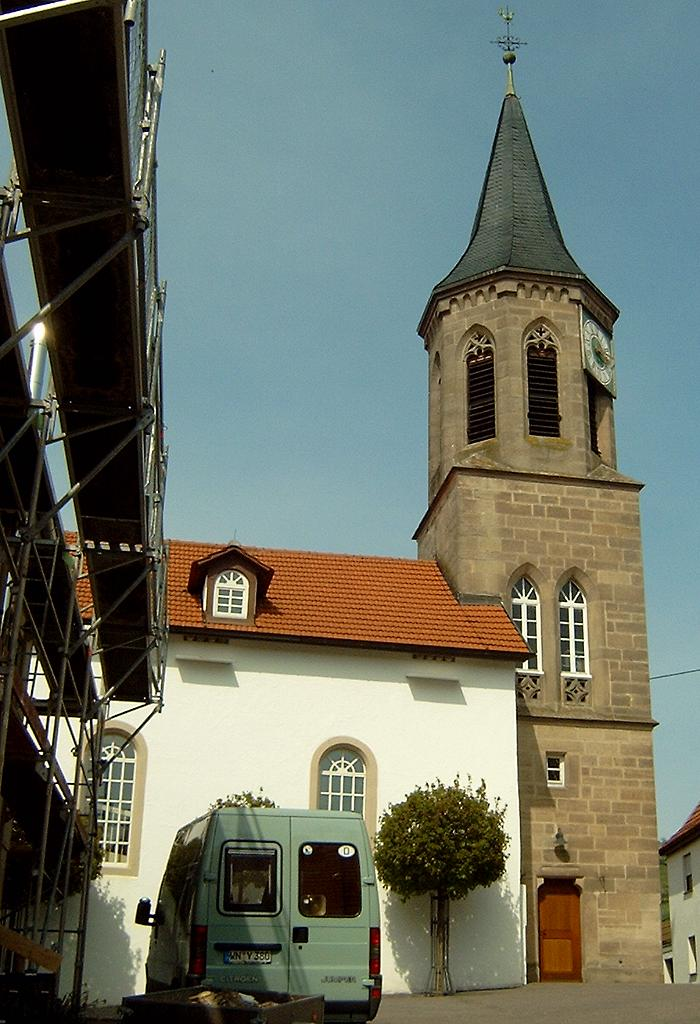
Evangelische Kirche Birkmannsweiler

Die Kirchengemeinde Birkmannsweiler umfasst den Stadtteil Birkmannsweiler der Stadt Winnenden. Kirchlich gehörte Birkmannsweiler zunächst zu Winnenden. 1840 wurde eine eigene Pfarrei errichtet, der durch Bekanntmachung des Konsistoriums vom 21. Januar 1910 auch die beiden Filialkirchengemeinden Höfen und Baach, die bis dahin zu Winnenden gehörten, zugeordnet wurden. Die evangelische Pfarrkirche Birkmannsweiler ist die ehemalige Ulrichskapelle, die erstmals 1524 bezeugt ist. Im 19. Jahrhundert wurde sie umgebaut. Die Holzkanzel stammt noch aus der Zeit um 1520/30.

#### Kirchengemeinde Höfen-Baach
Die Kirchengemeinde Höfen-Baach umfasst die Stadtteile Höfen und Baach der Stadt Winnenden. Kirchlich gehörten beide Orte zunächst zu Winnenden. Durch Bekanntmachung des Konsistoriums vom 21. Januar 1910 wurden beide Orte bzw. Filialkirchengemeinden dem Pfarramt bzw. der Kirchengemeinde Birkmannsweiler zugeordnet, mit der sie seither eine Gesamtkirchengemeinde bilden. Baach hat keine Kirche, jedoch Birkmannsweiler und Höfen haben je eine eigene Kirche. Die Friedenskirche Höfen wurde 1912 erbaut.
Mit Wirkung vom 1. Juli 1987 wurde auch der Weiler Ruitzenmühle der Kirchengemeinde Höfen-Baach zugeordnet, nachdem dieser bis dahin zur Stadtkirchengemeinde Winnenden gehörte.

### Kirchengemeinde Bittenfeld

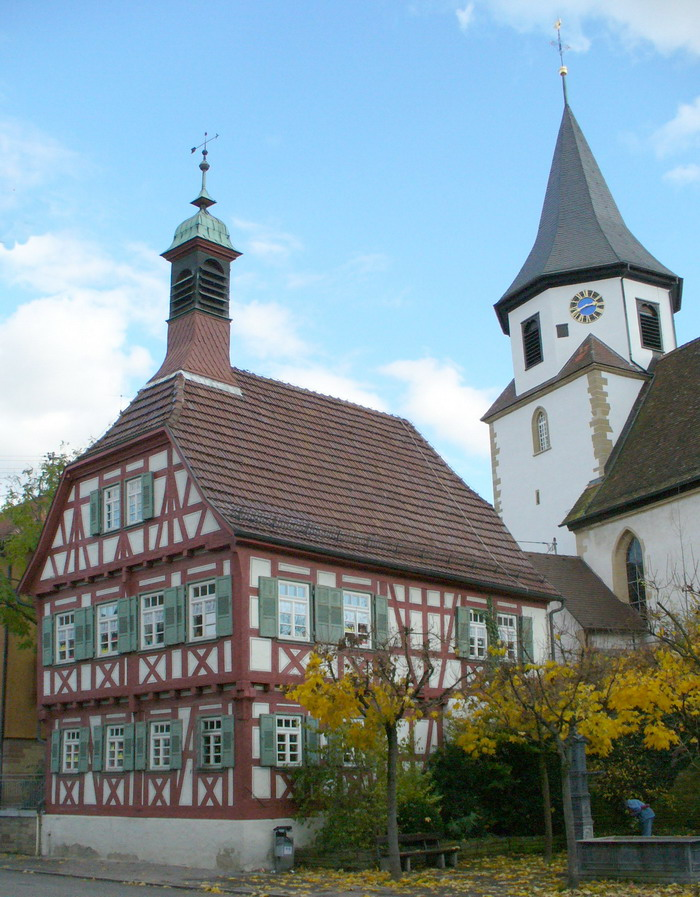
Rathaus und Evang. Kirche Waiblingen-Bittenfeld

Die Kirchengemeinde Bittenfeld (ca. 2.100) umfasst den Stadtteil Bittenfeld der Stadt Waiblingen. Eine Kirche wurde in Bittenfeld 1225 erstmals genannt. Die später wohl auch als Ulrichskapelle bezeichnete Kirche war Filiale der Martinskirche in Siegelhausen (heute zur Stadt Marbach am Neckar gehörig), die im Dreißigjährigen Krieg zerstört wurde. 1406 wurde die Pfarrei von Siegelhausen nach Bittenfeld verlegt. Das Patronat stand dem Stift Backnang zu und gelangte dann an Württemberg. Die Kirche in Bittenfeld ist eine frühgotische Chorturmanlage, der Turm wurde um 1300 erbaut und später verändert. Die Ausstattung stammt aus dem 18. Jahrhundert.

### Kirchengemeinde Breuningsweiler
Die Kirchengemeinde Breuningsweiler umfasst den Stadtteil Breuningsweiler der Stadt Winnenden. Kirchlich gehörte Breuningsweiler zunächst zur Pfarrei Winnenden. 1922 wurde eine eigene Kirche erbaut und auch eine eigene Filialkirchengemeinde errichtet. Mit Wirkung vom 4. Dezember 1977 wurde das Filialverhältnis zur Kirchengemeinde Winnenden gelöst und die Kirchengemeinde Breuningsweiler als selbständige Kirchengemeinde errichtet.
1973 wurde die Kirche in Breuningsweiler neu erbaut und 1995/96 innen renoviert. Heute wird die Kirchengemeinde Breuningsweiler vom Pfarramt Buoch betreut.

### Kirchengemeinde Endersbach

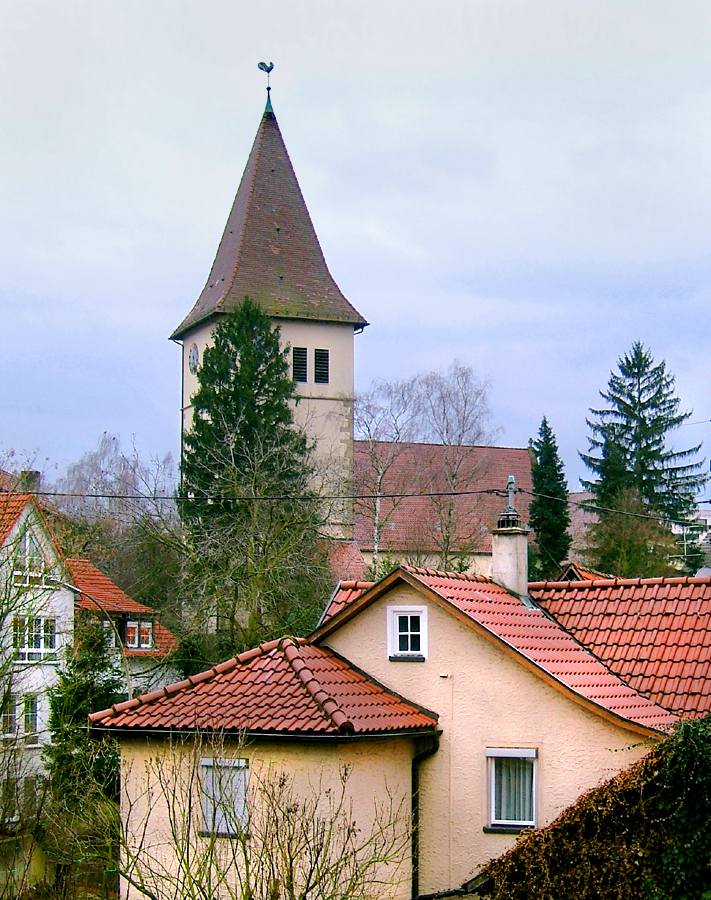
Evang. Kirche Weinstadt-Endersbach

Die Kirchengemeinde Endersbach (ca. 3.100) umfasst den Stadtteil Endersbach der Stadt Weinstadt. Kirchlich gehörte Endersbach zunächst zu Waiblingen. Die Kapelle St. Agatha in Endersbach wurde 1462 zur Pfarrkirche erhoben. Das Patronat hatte Württemberg, das die Reformation einführte. Die Kirche St. Agatha ist eine spätgotische Chorturmanlage mit Schiff, das um 1730 barock umgebaut wurde. Die Kirchengemeinde hat auch ein Gemeindehaus in der Schulstraße. In der Kirchengemeinde gibt es einen Kirchenchor und einen Posaunenchor, die beide bereits Anfang des 20. Jahrhunderts gegründet wurden. Seit 1999 gibt es noch den „Chor Creation“, einen Gospelchor für jüngere Gemeindeglieder, der inzwischen auch von der Kirchengemeinde Großheppach unterstützt wird. Die Kirchengemeinde Endersbach ist auch an der Sozial- und Diakoniestation Weinstadt beteiligt.

### Kirchengemeinde Fellbach
Die Kirchengemeinde Fellbach (ca. 9.100) umfasst die Kernstadt von Fellbach und ist aus der Gesamtkirchengemeinde Fellbach hervorgegangen. Diese wurde durch Bekanntmachung des Oberkirchenrats vom 22. Januar 1931 gebildet, als die bisherige Kirchengemeinde Fellbach in die beiden Teilkirchengemeinden Lutherkirchengemeinde Fellbach und Pauluskirchengemeinde Fellbach aufgeteilt und diese gleichzeitig in der Gesamtkirchengemeinde Fellbach zusammengeschlossen wurden. Beide Teilkirchengemeinden waren durch Schreiben des Kultministeriums vom 22. Oktober 1930 als Körperschaften des öffentlichen Rechts anerkannt worden. Durch Bekanntmachung des Oberkirchenrats vom 17. Dezember 1965 wurde die Melanchthonkirchengemeinde Fellbach als dritte und mit Wirkung vom 5. Dezember 1971 die Johannes-Brenz-Kirchengemeinde Fellbach als vierte Teilkirchengemeinde innerhalb der Gesamtkirchengemeinde Fellbach errichtet. Alle vier Kirchengemeinden gehörten zunächst zum Kirchenbezirk Bad Cannstatt wurde dann aber – ebenso wie die Kirchengemeinden in Oeffingen und Schmiden – mit Wirkung vom 1. Januar 1990 dem Kirchenbezirk Waiblingen zugeordnet.
2020 wurden diese wieder zu einer Kirchengemeinde zusammengeschlossen, die nun drei Kirchen in Fellbach besitzt. Diese sind drei Wohnbezirken zugeordnet: Johannes-Brenz, Luther-Melanchthon, sowie Paulus.

#### Johannes-Brenz-Kirche
Der Wohnbezirk Johannes-Brenz umfasst den Stadtteil Lindle der Stadt Fellbach. Die Johannes-Brenz-Kirche wurde in den 1960er Jahren als vierte evangelische Kirche der Kernstadt Fellbach erbaut. Mit Wirkung vom 5. Dezember 1971 wurde dort die selbständige Johannes-Brenz-Kirchengemeinde Fellbach als vierte Teilkirchengemeinde innerhalb der Gesamtkirchengemeinde Fellbach errichtet. Das Kultusministerium hatte die Johannes-Brenz-Kirchengemeinde Fellbach mit Schreiben vom 11. November 1971 als Körperschaft des öffentlichen Rechts anerkannt. 2020 ging sie in der Evangelischen Kirchengemeinde Fellbach auf.

#### Lutherkirche und Melanchthonkirche (abgerissen)
Der Wohnbezirk Luther-Melanchthon umfasst die innere und westliche Kernstadt Fellbachs. Kirchlich gehörte Fellbach ursprünglich zur Pfarrei der Uffkirche im benachbarten Bad Cannstatt. 1534 wurde die Reformation eingeführt. Im Mittelalter wurde Fellbach eine eigene Pfarrei. Eine Kirche, 1282 erstmals erwähnt, war ursprünglich St. Maria und später St. Gallus geweiht. Die heutige Lutherkirche wurde im Wesentlichen im 15. Jahrhundert neu erbaut, weil die bisherige Kirche zu klein war. 1779 wurde das Schiff der Kirche abgebrochen, weil es erneut zu klein geworden war und durch einen größeren Neubau in Form einer Querkirche ersetzt. Chor und Turm blieben erhalten. Von den fünf Glocken im Turm der Lutherkirche ist die Osterglocke aus dem Jahr 1519 die älteste. 1927 erhielt die Kirche den Namen Lutherkirche zur Unterscheidung der damals neu erbauten Pauluskirche, die infolge starken Wachstums der Gemeinde erforderlich geworden war. Durch Bekanntmachung des Oberkirchenrats vom 22. Januar 1931 wurden an beiden Kirchen eigenständige Teilkirchengemeinden gebildet, die in der Gesamtkirchengemeinde Fellbach zusammengeschlossen sind.
Da sich Fellbach insbesondere nach dem Zweiten Weltkrieg stark vergrößert hatte, wurde 1954 eine weitere Pfarrstelle neben den Pfarreien der Lutherkirche und der Pauluskirche eingerichtet. Im Sportheim wurden eigene Gottesdienste gefeiert. Zum Bau einer eigenen Kirche kam es jedoch erst 1962, nachdem der Kirchengemeinderat 1960 einen entsprechenden Beschluss gefasst hatte. Am 23. Februar 1964 konnte die neue Kirche mit zugehörigem Gemeindezentrum eingeweiht werden. Sie erhielt den Namen Melanchthonkirche und war die dritte evangelische Kirche von Alt-Fellbach. Durch Bekanntmachung des Oberkirchenrats vom 17. Dezember 1965 wurde die selbständige Melanchthonkirchengemeinde Fellbach als weitere Teilkirchengemeinde innerhalb der Gesamtkirchengemeinde Fellbach gebildet. Das Kultusministerium hatte die neue Melanchthonkirchengemeinde mit Schreiben vom 16. November 1965 als Körperschaft des öffentlichen Rechts anerkannt. 2020 ging diese in der Evangelischen Kirchengemeinde Fellbach auf.
Die Melanchthonkirche wurde 2024 abgebrochen, auf der Fläche soll stattdessen eine Kindertagesstätte entstehen.

#### Pauluskirche
Der Wohnbezirk Paulus umfasst den Norden der Kernstadt Fellbachs. Für die rasch wachsende Kirchengemeinde Fellbach wurde 1927 nach der alten Ortskirche (heute Lutherkirche) eine zweite Kirche, die Pauluskirche erbaut. Durch Bekanntmachung des Oberkirchenrats vom 22. Januar 1931 wurde an beiden Kirchen eigenständige Teilkirchengemeinden gebildet, die in der Gesamtkirchengemeinde Fellbach zusammengeschlossen sind. 2020 ging diese in der Evangelischen Kirchengemeinde Fellbach auf.

### Kirchengemeinde Großheppach
Die Kirchengemeinde Großheppach (ca. 2.200) umfasst den Stadtteil Großheppach der Stadt Weinstadt. Kirchlich gehörte Großheppach zunächst zu Waiblingen. Die Kapelle zum Hl. Ägidius wurde Mitte des 15. Jahrhunderts zur Pfarrkirche erhoben. Das Patronat hatte Württemberg inne, das die Reformation einführte. Die Kirche, eine ehemalige Wehrturmkirche, wurde 1468 erbaut und 1893 erneuert. Chor und Sakristei stammen von 1491. Der Turm wurde 1769 erhöht.

### Kirchengemeinde Hegnach

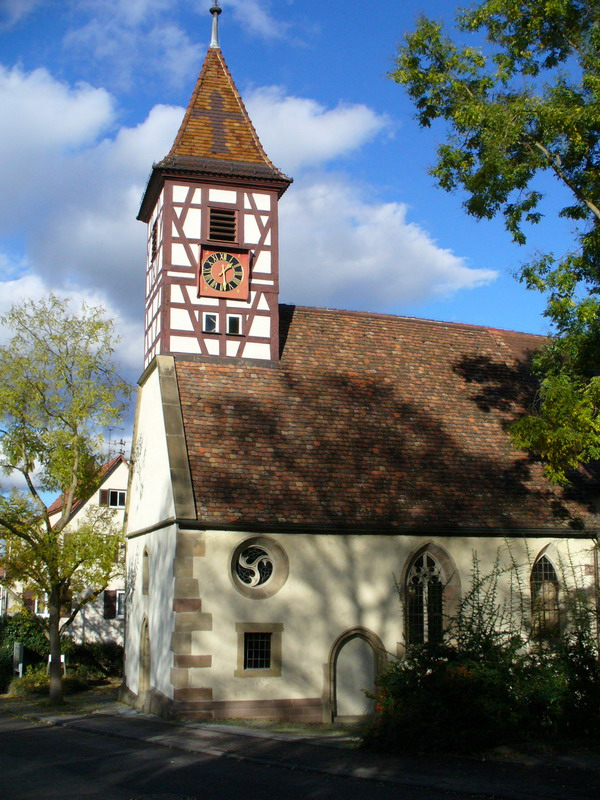
Evang. Kirche Waiblingen-Hegnach

Die Kirchengemeinde Hegnach (ca. 1.900) umfasst den Stadtteil Hegnach der Stadt Waiblingen. Kirchlich gehörte Hegnach zunächst zu Waiblingen, ist jetzt aber eine eigenständige Pfarrstelle mit geschäftsführendem Pfarramt. Seit 1410 ist eine Nikolauskapelle bezeugt, die 1487/88 zur Pfarrkirche erhoben und neu erbaut wurde. 1895 wurde sie nochmals erneuert. Neben der gotischen Nikolauskirche wurde 1972 das neue Gemeindezentrum Pauluskirche erbaut. Diese verfügt über einen eigenen Gottesdienstraum und vielfältige Räumlichkeiten für das Gemeindeleben. Die Kirchengemeinde Hegnach ist auch Träger des Kindergartens Zum Guten Hirten.
Die Jugendarbeit der Kirchengemeinde wird seit dem Jahr 2019 von einem eigenständigen Christlichen Verein Junger Menschen (CVJM) geführt.

### Gesamtkirchengemeinde Hertmannsweiler
Die Gesamtkirchengemeinde Hertmannsweiler (ca. 1.450) umfasst die Stadtteile Bürg und Hertmannsweiler der Stadt Winnenden. Sie besteht aus den beiden Kirchengemeinden Bürg und Hertmannsweiler.

#### Kirchengemeinde Bürg
Die Kirchengemeinde Bürg (ca.) umfasst den Stadtteil Bürg der Stadt Winnenden. Kirchlich gehörte Bürg zunächst zum Pfarramt Winnenden. Durch Bekanntmachung des Konsistoriums vom 30. März 1908 wurde die Filialgemeinde Bürg dem Pfarramt Hertmannsweiler zugeordnet, mit der dortigen Kirchengemeinde bildet Bürg seither eine Gesamtkirchengemeinde.
Eine Kapelle wurde in Bürg bereits 1355 erstmals erwähnt. 1540 ist sie als St. Veit bezeichnet. Sie wurde wohl später abgebrochen. 1964 wurde wieder eine eigene Kirche in Bürg erbaut, die Auferstehungskirche. Bis 1978 gehörten auch die Evangelischen des Stöckenhofs (Gemeinde Berglen) zur Kirchengemeinde Bürg. Durch Verfügung des Oberkirchenrats vom 2. November 1978 wurden sie der Kirchengemeinde Oppelsbohm zugeordnet.

#### Kirchengemeinde Hertmannsweiler
Die Kirchengemeinde Hertmannsweiler umfasst den Stadtteil Hertmannsweiler der Stadt Winnenden. Kirchlich gehörte Hertmannsweiler zunächst zu Winnenden. 1837 wurde eine eigene Pfarrverweserei und 1909 eine Pfarrei errichtet, zu der auch die Nachbarkirchengemeinde Bürg gehört. Eine Kirche St. Bartholomäus, ab 1525 als solche bezeichnet, wurde bereits 1423 genannt. Die heutige Kirche wurde aber erst 1733 anstelle der Vorgängerkirche erbaut und 1876 erneuert.

### Kirchengemeinde Hohenacker

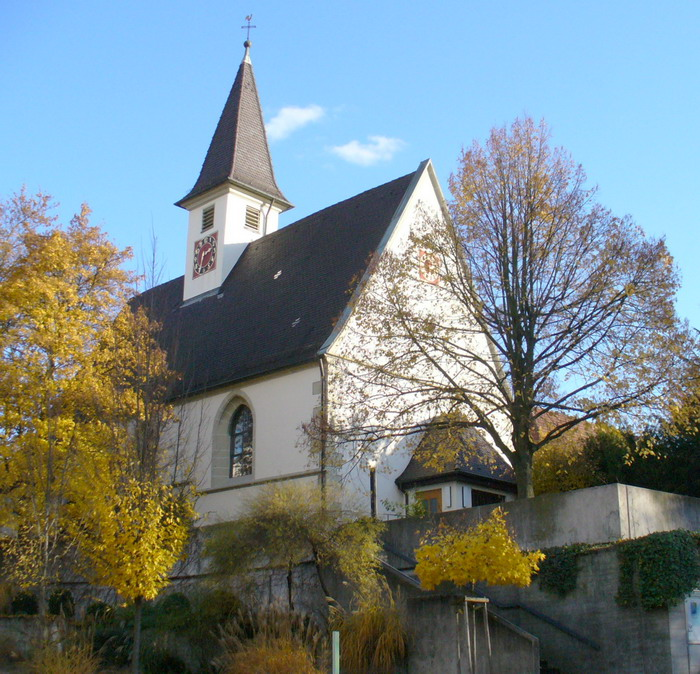
Evang. Kirche Waiblingen-Hohenacker

Die Kirchengemeinde Hohenacker (ca. 2.100) umfasst den Stadtteil Hohenacker der Stadt Waiblingen. Kirchlich war Hohenacker zunächst Filiale von Waiblingen. Die Kapelle zu den Heiligen Maria, Katharina und Erhardt wurde 1486 durch Württemberg zur Pfarrkirche erhoben. Sie wurde von 1489 erneuert bzw. vergrößert.

### Kirchengemeinde Korb
Die Kirchengemeinde Korb (ca. 4.700) umfasst die Gemeinde Korb (einschließlich Kleinheppach). Kirchlich gehörte Korb zunächst zu Waiblingen. 1436/37 wurde erstmals eine Kapelle erwähnt (1476 zu Unserer Lieben Frau), die 1483 aufgrund einer Stiftung zur Pfarrkirche erhoben wurde. Das Patronat hatte die Landesherrschaft. Das Schiff der Kirche aus dem 15. Jahrhundert wurde im 19. Jahrhundert abgebrochen und 1831/32 durch einen Neubau ersetzt. Der Chorturm der alten Kirche blieb erhalten. Im Innern ist ein Holzkruzifix der Erhart-Schule um 1490 zu sehen.
Kleinheppach gehörte kirchlich zunächst ebenfalls zu Waiblingen. 1355 wurde eine Kaplanei an der Kapelle Kleinheppach gestiftet. 1461 wird die Kapelle St. Maria-Kapelle genannt. Nach der Reformation wurde Kleinheppach von Großheppach aus betreut. Infolge der Eingemeindung der Gemeinde Kleinheppach in die Gemeinde Korb wurde Kleinheppach als Filialkirchengemeinde der Kirchengemeinde Korb betreut. Mit Wirkung vom 1. Januar 1976 wurde die Filialkirchengemeinde Kleinheppach aufgelöst und die Gemeindeglieder der Kirchengemeinde Korb angegliedert. Die heutige Kirche in Kleinheppach wurde 1480 von der Stadt Waiblingen erneuert. 1956 fand eine Dachrenovierung statt. Dabei wurde der Dachreiter abgenommen und ein Turm angebaut. Im Jahr 2003 wurde die letzte Gesamtrenovierung abgeschlossen; dabei wurde auch ein Glasfenster des Buocher Glaskünstlers Hans Gottfried von Stockhausen eingeweiht.
Die Kirchengemeinde Korb ist Träger von drei Kindergärten, in der Ernst Heinkel-Straße, in der Fritz Klett-Straße und in der Fröbelstraße.

### Kirchengemeinde Leutenbach
Die Kirchengemeinde Leutenbach (ca. 2.100) umfasst den Hauptort der Gemeinde Leutenbach. Kirchlich gehörte Leutenbach zunächst zu Winnenden. Eine Kapelle zu den Heiligen Maria, Bernhard und Sebastian wurde 1493 errichtet. 1901 wurde Leutenbach ständige Pfarrverweserei und 1918 zusammen mit Nellmersbach eigene Pfarrei. Nellmersbach bildeten dann eine Filialkirchengemeinde von Leutenbach. Die spätgotische Bernharduskirche mit Ostturm in Leutenbach wurde 1978 abgebrochen, nachdem bereits 1972/73 die heutige Johanneskirche neu erbaut worden war.
1978/79 wurde Nellmersbach eigene Kirchengemeinde und Pfarrei. Die Filialverhältnisse zur Kirchengemeinde Leutenbach wurden durch Bekanntmachung des Oberkirchenrats vom 6. April 1979 aufgelöst. Danach bildeten die Kirchengemeinden Leutenbach und Nellmersbach die Gesamtkirchengemeinde Leutenbach, die jedoch durch Bekanntmachung des Oberkirchenrats vom 28. August 1984 aufgelöst wurde.
Bereits durch Bekanntmachung des Oberkirchenrats vom 19. Mai 1982 gab es eine kleine Gebietsveränderungen von der Kirchengemeinde Paul-Schneider-Haus Winnenden zur Kirchengemeinde Leutenbach für Bewohner der Ziegeleistraße in Leutenbach.

### Kirchengemeinde Nellmersbach
Die Kirchengemeinde Nellmersbach (ca. 1.450) umfasst den Ortsteil Nellmersbach der Gemeinde Leutenbach. Kirchlich gehörte Nellmersbach zunächst zu Winnenden. 1901 wurde der Ort der neu errichteten Pfarrverweserei Leutenbach und 1918 dem Pfarramt Leutenbach zugeordnet. 1962/63 konnte eine eigene Kirche erbaut werden und 1978 wurde Nellmersbach eigene Pfarrei und Kirchengemeinde, indem die Filialverhältnisse zur Kirchengemeinde Leutenbach mit Bekanntmachung des Oberkirchenrats vom 6. April 1979 aufgelöst wurden. Die Kirchengemeinden Nellmersbach und Leutenbach bildeten dann die Gesamtkirchengemeinde Leutenbach, die jedoch durch Bekanntmachung des Oberkirchenrats vom 28. August 1984 aufgelöst wurde.

### Kirchengemeinde Neustadt

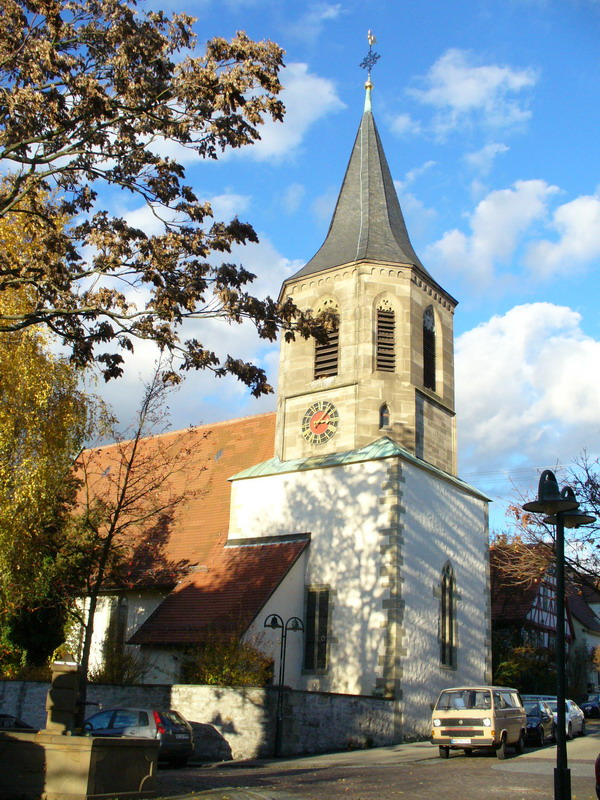
Evang. Kirche Waiblingen-Neustadt

Die Kirchengemeinde Neustadt (ca. 2.300) umfasst den Stadtteil Neustadt und den Aussiedlerhof Müller/Widmann der Stadt Waiblingen. Letzter wurden erst mit Bekanntmachung des Oberkirchenrats vom 19. August 1985 von der Kirchengemeinde Korber Höhe in Waiblingen hierher umgegliedert. Eine Kapelle als Filiale von Waiblingen wurde in Neustadt bereits 1357 erwähnt. 1481 wurde sie zur Pfarrkirche erhoben. Die Chorturmanlage aus dem späten 14. Jahrhundert hat im Innern Fresken.

### Kirchengemeinde Oeffingen
Die Kirchengemeinde Oeffingen (ca. 2.150) umfasst den Stadtteil Oeffingen der Stadt Fellbach. Oeffingen blieb infolge der Zugehörigkeit zum katholischen Neuhausen auf den Fildern nach der Reformation katholisch. Überwiegend erst nach dem Zweiten Weltkrieg zogen auch evangelische Einwohner nach Oeffingen. Sie wurden der Kirchengemeinde Schmiden zugeordnet. 1970 konnte eine eigene Kirche in Oeffingen erbaut werden. Mit Wirkung vom 1. Januar 1970 wurde auch eine eigene Kirchengemeinde errichtet. Diese gehörte zunächst zum Kirchenbezirk Bad Cannstatt wurde dann aber – ebenso wie die Kirchengemeinden in Fellbach und Schmiden – mit Wirkung vom 1. Januar 1990 dem Kirchenbezirk Waiblingen zugeordnet. Die Kirchengemeinde Oeffingen ist Trägerin des zweigruppig geführten Johannes-Kindergartens und des eingruppigen Lukas-Kindergartens in Oeffingen.

### Kirchengemeinde Rommelshausen
Die Kirchengemeinde Rommelshausen (ca. 4.000) umfasst den Ortsteil Rommelshausen der Gemeinde Kernen im Remstal. Eine Kirche und Pfarrei ist in Rommelshausen seit 1275 bezeugt. Ab 1408 wurde die Kirche Mauritiuskirche genannt. Das Patronat war früh württembergisch. Von dort wurde die Reformation eingeführt. Die heutige Mauritiuskirche wurde 1843/44 neu erbaut. Dabei wurde der Turmchor mit den Fresken aus dem 14. Jahrhundert beibehalten. Bis 1939 gehörte die Kirchengemeinde Rommelshausen zum Kirchenbezirk Bad Cannstatt. Mit Wirkung vom 1. April 1939 wurde sie in den Kirchenbezirk Waiblingen umgegliedert.
Die Kirchengemeinde Rommelshausen ist Trägerin des „Kinderhauses Pezzettino“ und des „Kindergartens Pusteblume“.
Durch Bekanntmachung des Oberkirchenrats vom 28. August 1984 gab es eine kleine Gebietsumgliederung von der Martin-Luther-Kirchengemeinde Waiblingen in die Kirchengemeinde Rommelshausen. Dabei handelt es sich um Gebiete, die politisch zur Gemeinde Kernen im Remstal gehören.

### Kirchengemeinde Schmiden
Die Kirchengemeinde Schmiden (ca. 4.500) umfasst den Stadtteil Schmiden der Stadt Fellbach. Die Kirche St. Dionysius und Barbara ist 1275 erstmals erwähnt. Das Patronat hatte das Kloster Adelberg, dann die Herren von Waldenstein und von Bernhausen. 1349 gelangte es an Württemberg, das die Reformation einführte. Die heutige Kirche ist eine ursprüngliche Chorturmanlage, dessen veränderter Chorturm aus dem 12. Jahrhundert noch erhalten ist. Der Chor und das Schiff stammen aus dem 15. Jahrhundert. Im Chor sind Wandmalereien von 1470/80 zu sehen, an der Südwand Malereien aus dem 16. Jahrhundert. Das Altarkreuz stammt ebenfalls aus dem 16. Jahrhundert. Das Gemeindezentrum trägt den Namen „Dietrich-Bonhoeffer-Haus“. Die Kirchengemeinde Schmiden ist Trägerin von drei Kindergärten, Dietrich-Bonhoeffer-Kindergarten, Gustav-Werner-Kindergarten und Wiesenäcker-Kindergarten. Die Kirchengemeinde Schmiden gehörte zunächst zum Kirchenbezirk Bad Cannstatt, wurde dann aber – ebenso wie die Kirchengemeinden in Fellbach und Oeffingen – mit Wirkung vom 1. Januar 1990 dem Kirchenbezirk Waiblingen zugeordnet.

### Kirchengemeinde Schwaikheim
Die Kirchengemeinde Schwaikheim (ca. 4.050) umfasst die Gemeinde Schwaikheim. Kirchlich gehörte Schwaikheim zunächst zur Martinskirche im benachbarten Siegelhausen (die Kirche wurde im Dreißigjährigen Krieg zerstört). Doch ist in Schwaikheim bereits 1353 erstmals eine Kirche erwähnt. An gleicher Stelle wurde 1487/88 die heutige Mauritiuskirche erbaut, deren Name über das Augustinerchorherrenstift Backnang, welches das Patronat innehatte, hierher kam. Bei der Renovierung 1840 wurde der Turm erhöht. Die Turmspitze ziert ein goldener Engel. 1975 erbaut sich die Gemeinde das Jakobus-Haus, wo seither regelmäßig Gottesdienste stattfinden. Durch die wachsende Gemeindegröße wurde am Jakobus-Haus 1984 ein eigenes Pfarramt eingerichtet.

### Kirchengemeinde Stetten im Remstal
Die Kirchengemeinde Stetten im Remstal (ca. 3.100) umfasst den Ortsteil Stetten im Remstal der Gemeinde Kernen im Remstal. Eine Kirche bzw. Kapelle wurde in Stetten im 14. Jahrhundert erstmals erwähnt. Sie war Filiale von Beutelsbach. Ab 1465 wurde sie St. Maria, später St. Veit-Kirche genannt. 1482 wurde Stetten eine eigene Pfarrei, die dem Stift Stuttgart inkorporiert war. Hans Konrad Thumb führte bereits 1528 die Reformation ein. Die heutige Kirche ist eine Chorturmanlage von 1471 (33 m hoher Turm von 1473), deren Schiff 1698/99 neu erbaut wurde. 1828 wurde der Turm der Kirche neu erbaut. Der ursprüngliche Altar der Kirche aus dem Jahr 1488 steht heute im Landesmuseum in Stuttgart. Neben der Kirche befindet sich das Gemeindehaus. Die Kirchengemeinde Stetten ist auch Träger des Martin-Luther-Kindergartens.
Bis 1939 gehörte die Kirchengemeinde Stetten im Remstal zum Kirchenbezirk Bad Cannstatt. Mit Wirkung vom 1. April 1939 wurde sie in den Kirchenbezirk Waiblingen umgegliedert.

### Kirchengemeinde Strümpfelbach
Die Kirchengemeinde Strümpfelbach (ca. 1.430) umfasst den Stadtteil Strümpfelbach der Stadt Weinstadt. Kirchlich gehörte Strümpfelbach zunächst zu Waiblingen. Eine Kapelle, ab 1768 als St. Jodokuskapelle bekannt, wurde 1335 erstmals erwähnt. Sie wurde 1496 zur Pfarrkirche erhoben. Das Patronat hatte Württemberg, das die Reformation einführte. Die spätgotische Chorturmanlage der Kirche St. Jodokus wurde 1784 erweitert. Im Chor sind noch Reste von Malereien zu sehen.

### Gesamtkirchengemeinde Waiblingen
Die Gesamtkirchengemeinde Waiblingen umfasst die Kernstadt von Waiblingen. Sie wurde mit Wirkung vom 4. Dezember 1977 gebildet, als die bis dahin alleinige Kirchengemeinde Waiblingen in die vier Kirchengemeinden Dietrich-Bonhoeffer-Kirchengemeinde Waiblingen, Kirchengemeinde Waiblingen Korber Höhe, Martin-Luther-Kirchengemeinde Waiblingen und Michaelskirchengemeinde Waiblingen aufgeteilt wurde.

#### Dietrich-Bonhoeffer-Kirchengemeinde Waiblingen
Die Dietrich-Bonhoeffer-Kirchengemeinde Waiblingen (ca. 1.800) umfasst die sogenannte Wasserstubensiedlung und die Fuggerei in der Waiblinger Kernstadt. Die Kirchengemeinde wurde mit Wirkung vom 4. Dezember 1977 gegründet, als die damalige Kirchengemeinde Waiblingen in vier Teilkirchengemeinden aufgeteilt wurde. Ihre beiden Mittelpunkte sind das Dietrich-Bonhoeffer-Haus in der Talstraße und das Pfarrhaus in der Andreästraße. 1991 wurde das Dietrich-Bonhoeffer-Haus neu gestaltet.

#### Kirchengemeinde Waiblingen Korber Höhe
Die Kirchengemeinde Waiblingen Korber Höhe (ca. 2.730) umfasst das Wohngebiet Korber Höhe sowie das Neubaugebiet bis zum Meisen- und Bussardweg und den Stadtteil „Galgenberg“ in der Waiblinger Kernstadt. Für das Anfang der 1970er Jahre entstandene Wohngebiet Korber Höhe wurde 1974 eine eigene Pfarrstelle eingerichtet und mit Wirkung vom 4. Dezember 1977 die selbständige Evangelische Kirchengemeinde Korber Höhe gegründet, als die damalige Kirchengemeinde Waiblingen in vier Teilkirchengemeinden aufgeteilt wurde. Das hierfür erforderliche Gemeindezentrum ist die Johanneskirche, welche 1988 zusammen mit der katholischen Marienkirche als Ökumenisches Haus der Begegnung „Maria und Johannes unter dem Kreuz“ erbaut wurde.
Bis 1985 gehörte auch der Aussiedlerhof Müller/Widmann zur Kirchengemeinde Korber Höhe. Mit Bekanntmachung des Oberkirchenrats vom 19. August 1985 wurde dieser jedoch in die Kirchengemeinde Neustadt umgegliedert.

#### Martin-Luther-Kirchengemeinde Waiblingen
Die Martin-Luther-Kirchengemeinde Waiblingen (ca. 1.850) umfasst die Wohngebiete südlich der Remsbahn in der Waiblinger Kernstadt. Die Martin-Luther-Kirche wurde 1999 als bislang jüngste evangelische Kirche in Waiblingen erbaut. Bereits mit Wirkung vom 4. Dezember 1977 war die selbständige Martin-Luther-Kirchengemeinde gebildet worden, als die bis dahin alleinige Kirchengemeinde Waiblingen in vier Teilkirchengemeinden aufgeteilt wurde. Durch Bekanntmachung des Oberkirchenrats vom 28. August 1984 gab es dann eine kleine Gebietsumgliederung von der Martin-Luther-Kirchengemeinde Waiblingen in die Kirchengemeinde Rommelshausen. Dabei handelt es sich um Gebiete, die politisch zur Gemeinde Kernen im Remstal gehören.

#### Michaelskirchengemeinde Waiblingen
Die Michaelskirchengemeinde Waiblingen (ca. 3.600) umfasst die Altstadt von Waiblingen. Die Michaelskirche war die Mutterkirche eines großen Sprengels um Waiblingen. 1225 wird erstmals ein Pfarrer in Waiblingen genannt. Noch im 14. Jahrhundert gehörten mehrere Nachbarorte zu ihrem Pfarrbezirk. Die Kirche liegt außerhalb der Altstadt auf einem ehemaligen Friedhof. Württemberg führte 1535 die Reformation in Waiblingen ein und 1547 wurde die Stadt Sitz eines Dekanats. Die heutige Michaelskirche wurde im 15. Jahrhundert von Hans von Landau erbaut. Der linke, nördliche Seitenchor ist dominiert von einem großen Halbrelief des Erzengels Michael. Die Kanzel stammt aus dem Jahr 1484. 1866 wurde die Kirche renoviert.
Neben der Michaelskirche befindet sich das sogenannte Nonnenkirchle, eines der schönsten Bauwerke in Waiblingen. Es wurde zwischen 1496 und 1510 erbaut. Über die ursprüngliche Verwendung und die Gründungsursache des Kirchleins ist man sich nicht einig. Im Untergeschoss wurde die Grablege eines Mannes freigelegt, dessen Zuordnung ebenfalls unklar ist. Er wurde wohl zwischen 1450 und 1490 bestattet. Heute wird das Nonnenkirchle für kleinere gottesdienstliche Feiern und für den Kindergottesdienst genutzt.
Außer der Michaelskirche und dem benachbarten sogen. Nonnenkirchle gibt es in Waiblingen noch eine weitere alte Kirche, die Nikolauskirche. Sie wird auch als kleine bzw. innere Kirche bezeichnet und wurde 1269 erstmals erwähnt. Die heutige Kirche wurde im Wesentlichen um 1488 spätgotisch umgebaut. Im Stadtbrand von 1634 wurde sie teilweise zerstört, ab 1674 jedoch wieder aufgebaut und 1682 eingeweiht.
Die ursprünglich alleinige Kirchengemeinde Waiblingen wurde infolge Anstiegs der Gemeindegliederzahlen nach dem Zweiten Weltkrieg mit Wirkung vom 4. Dezember 1977 in vier Teilkirchengemeinden aufgeteilt, von denen inzwischen jede ein eigenes Gemeindezentrum hat. So entstand auch die eigenständige Michaelskirchengemeinde Waiblingen.
Das in den 1970er Jahren erbaute Gemeindehaus der Michaelskirchengemeinde Waiblingen wurde nach dem in Waiblingen geborenen Propst, Kanzler und Professor der Universität Tübingen Jakob Andreä benannt.

### Kirchengemeinde Weiler zum Stein
Die Kirchengemeinde Weiler zum Stein (ca. 1.500) umfasst den Ortsteil Weiler zum Stein der Gemeinde Leutenbach. Eine 1275 erwähnte Kirche, ab 1584 Peterskirche genannt, kam 1359 von Hummel von Lichtenberg über Backnanger Bürger an das Stift Backnang, dem sie inkorporiert wurde. Die spätgotische Kirche hat noch einen frühgotischen Turm von 1456. 1739 wurde die erste Orgel in der Kirche eingebaut.
Bis 1989 gehörte die Kirchengemeinde Weiler zum Stein zum Kirchenbezirk Marbach. Mit Wirkung vom 1. Januar 1990 wurde sie in den Kirchenbezirk Waiblingen umgegliedert.

### Gesamtkirchengemeinde Winnenden
Die Gesamtkirchengemeinde Winnenden (ca. 6.900) mit mehreren Kirchen umfasst die Kernstadt und die Stadtteile Hanweiler und Schelmenholz der Stadt Winnenden. Sie wurde mit Wirkung vom 4. Dezember 1977 gebildet, als die bis dahin alleinige Kirchengemeinde Winnenden in die beiden Kirchengemeinden Stadtkirchengemeinde Winnenden und Kirchengemeinde Winnenden Schelmenholz/Hanweiler aufgeteilt wurde. 1981 wurde dann noch die Kirchengemeinde Winnenden Paul-Schneider-Haus als dritte Kirchengemeinde im Verband der Gesamtkirchengemeinde Winnenden gegründet. Die Gesamtkirchengemeinde ist Trägerin der fünf Kindergärten Jugendhaus-Kindergarten, Marie-Huzel-Kindergarten, Christaller-Kindergarten, Paul-Schneider Kindergarten und Christophorus-Kindergarten.

#### Stadtkirchengemeinde Winnenden
Die Stadtkirchengemeinde Winnenden (ca. 3.000) umfasst die Altstadt von Winnenden. 1537 wurde durch Württemberg die Reformation eingeführt. Die ursprünglich Pfarrkirche der Stadt war die etwas außerhalb gelegene heutige Schlosskirche St. Jakobus, die erstmals 1275 bezeugt ist. 1288 bis 1665 gehörte sie dem Deutschen Orden und kam dann an Württemberg. Die heutige Pfarrkirche ist die Stadtkirche St. Bernhard, die ursprünglich nur Kapellencharakter hatte. Sie wurde im frühgotischen Stil erbaut, nach der Reformation umgebaut und nach dem Stadtbrand von 1693 neu erbaut. Dabei erhielt der Turm eine glockenförmig abgedeckte Laterne. Die Schlosskirche St. Jakobus ist ein Bau des 12./13. Jahrhunderts, der im 14. Jahrhundert zu einer dreischiffigen Säulenbasilika umgebaut wurde. Im Chor befindet sich ein Schnitz- und Flügelaltar aus dem Jahr 1520. Zur Pfarrei Winnenden gehörten zunächst auch die Gemeindeglieder aus den heutigen Stadtteilen als Filialgemeinden, bevor dort überwiegend eigene Pfarreien errichtet wurden. Durch Bekanntmachung des Konsistoriums vom 30. März 1908 wurde die Filialkirchengemeinde Bürg dem Pfarramt Hertmannsweiler zugeordnet. Seither bilden diese beide Kirchengemeinden die Gesamtkirchengemeinde Hertmannsweiler. Durch Bekanntmachung des Konsistoriums vom 21. Januar 1910 wurden die Filialkirchengemeinden Höfen und Baach von der Kirchengemeinde Winnenden losgelöst und der Kirchengemeinde Birkmannsweiler zugeordnet, die ihrerseits bereits 1840 von Winnenden getrennt worden war.
Das Gemeindehaus trägt den Namen Albrecht-Bengel-Haus.
Durch starken Zuwachs der Gemeinde, insbesondere nach dem Zweiten Weltkrieg, wurden in der Kernstadt zwei weitere Kirchengemeinden unter dem Dach der Gesamtkirchengemeinde Winnenden errichtet. So entstanden 1977 die Kirchengemeinde Winnenden Schelmenholz/Hanweiler und 1981 die Kirchengemeinde Winnenden Paul-Schneider-Haus.
Mit Wirkung vom 22. Februar 1995 wurde ein Teil des Gemeindebezirks der Kirchengemeinde Paul-Schneider-Haus Winnenden abgetrennt und der Stadtkirchengemeinde Winnenden angegliedert. Bereits mit Wirkung vom 1. Juli 1987 wurde der Weiler Ruitzenmühle von der Stadtkirchengemeinde Winnenden abgetrennt und der Kirchengemeinde Höfen-Baach zugeordnet.
Bis 1977 gehörte Breuningsweiler als Filialgemeinde zur Kirchengemeinde Winnenden. Mit Wirkung vom 4. Dezember 1977 wurde das Filialverhältnis gelöst und die Kirchengemeinde Breuningsweiler als selbständige Kirchengemeinde errichtet.

#### Kirchengemeinde Winnenden Schelmenholz/Hanweiler
Die Kirchengemeinde Winnenden Schelmenholz/Hanweiler (ca. 2.200) umfasst die Stadtteile Schelmenholz und Hanweiler der Stadt Winnenden. Hanweiler bildete bis 1929 eine eigene Kirchengemeinde, die durch Bekanntmachung des Oberkirchenrats vom 19. September 1929 aufgehoben und mit der Kirchengemeinde Winnenden vereinigt wurde. 1962 wurde in Hanweiler eine eigene Filialkirche erbaut. Mit Wirkung vom 4. Dezember 1977 wurde dann für die evangelischen Bewohner Hanweilers zusammen mit dem neu entstandenen Stadtteil Schelmenholz die selbständige Kirchengemeinde Winnenden Schelmenholz/Hanweiler innerhalb der neu gebildeten Gesamtkirchengemeinde Winnenden errichtet. Die junge Kirchengemeinde verfügt neben der Kirche in Hanweiler auch noch über das Christophorushaus in Schelmenholz als weitere Predigtstelle. Die Kirchengemeinde wird vom ehemaligen Pfarramt Winnenden III betreut, das in Pfarramt Kirchengemeinde Schelmenholz/Hanweiler umbenannt wurde.

#### Kirchengemeinde Paul-Schneider-Haus Winnenden
Die Kirchengemeinde Paul-Schneider-Haus Winnenden (ca. 1.700) umfasst Teile der Kernstadt von Winnenden, insbesondere die Wohngebiete Seehalde und Gänsgraben sowie die Gebiete westlich der Bahnlinie. Sie wurde durch Bekanntmachung des Oberkirchenrats vom 27. Oktober 1981 als selbständige Kirchengemeinde gegründet, nachdem das Kultusministerium im Februar 1981 die neue Kirchengemeinde als Körperschaft des öffentlichen Rechts anerkannt hatte. Sie ist damit die jüngste der drei Kirchengemeinden im Bereich der Gesamtkirchengemeinde Winnenden. Predigtstelle ist das Paul-Schneider-Haus am Rotweg, das nach dem Widerstandskämpfer im Dritten Reich und als Prediger von Buchenwald bekannten Paul Schneider benannt ist.
Durch Bekanntmachung des Oberkirchenrats vom 19. Mai 1982 gab es eine kleine Gebietsveränderungen von der Kirchengemeinde Paul-Schneider-Haus Winnenden zur Kirchengemeinde Leutenbach für Bewohner der Ziegeleistraße in Leutenbach. Eine weitere Veränderung wurde mit Wirkung vom 22. Februar 1995 vollzogen, als ein Teil des Gemeindebezirks der Kirchengemeinde Paul-Schneider-Haus Winnenden abgetrennt und der benachbarten Stadtkirchengemeinde Winnenden angegliedert wurde.

## Archivquellen
- Bestand: Visitationsberichte.   Landeskirchliches Archiv Stuttgart. 1581–1822.   Signatur: A 1.
- Bestand: Kirchenvisitationsakten.   Hauptstaatsarchiv Stuttgart. ca. 1601–1840.   Signatur: A 281.
- Bestand: Ortsakten [mit Digitalisaten der Pfarrbeschreibungen und Pfarrberichte (darin u. a.: Chronik, Filialverhältnisse)].   Landeskirchliches Archiv Stuttgart. ca. 1550–1923.   Signatur: A 29.
- Bestand: Ortsakten [mit Digitalisaten der Pfarrberichte (darin u. a.: Filialverhältnisse)].   Landeskirchliches Archiv Stuttgart. ca. 1924–1966.   Signatur: A 129.
- Bestand: Ortsakten [mit Visitationsberichten].   Landeskirchliches Archiv Stuttgart. ca. 1967–1989.   Signatur: A 229.
- Archivgut: Dekanatsarchive.   Landeskirchliches Archiv Stuttgart.   Signatur: F-Bestände.
- Archivgut: Pfarrarchive.   Landeskirchliches Archiv Stuttgart.   Signatur: G-Bestände.